# Кочерга

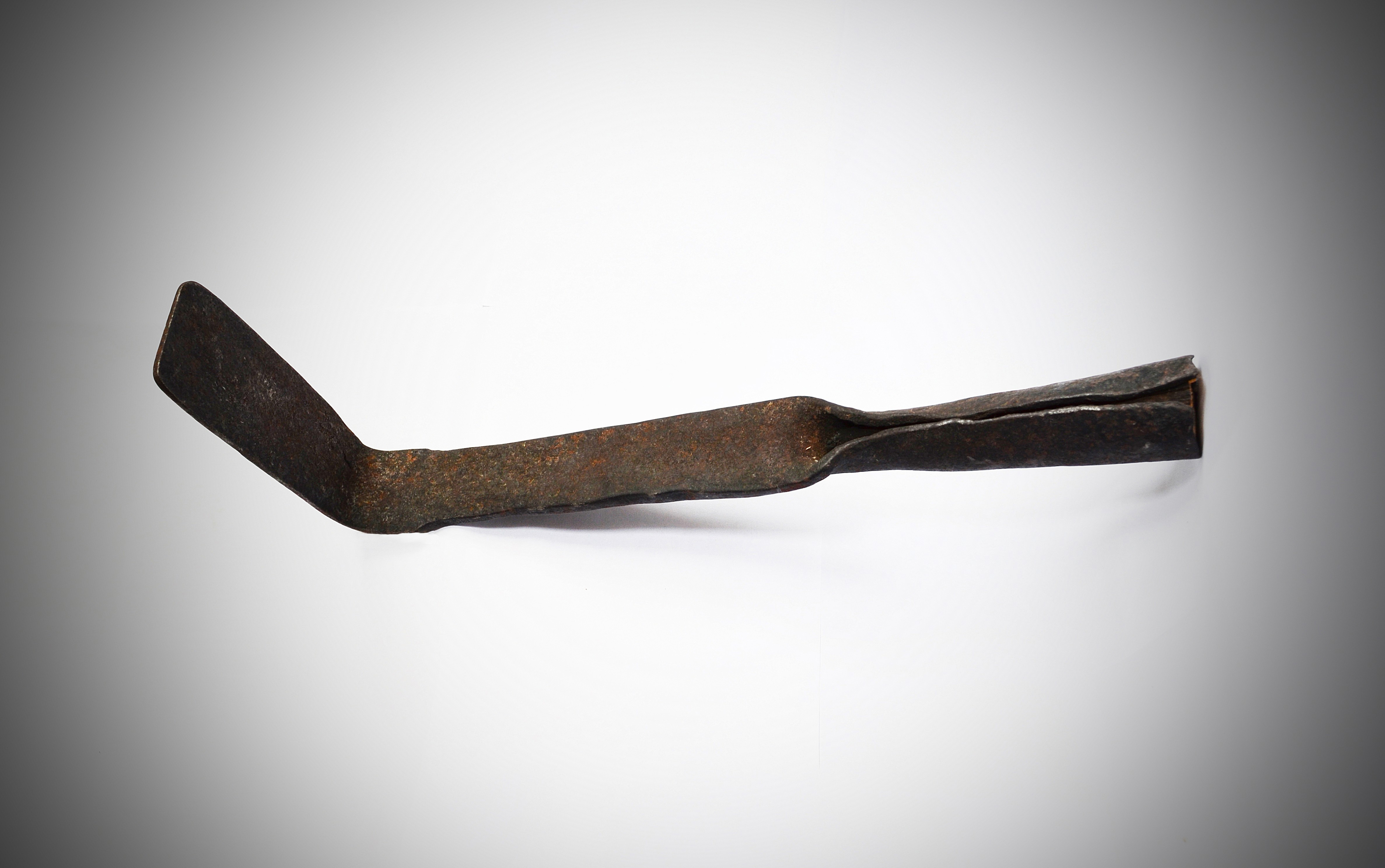
Кочерга. Россия,19 век

Кочерга́ (укр. кочерга́, коцюба́) — инструмент из железа или другого огнестойкого материала для перемещения горящих дров и углей в топке печи. Обычно представляет собой толстый железный прут длиной около 50—100 см, загнутый на конце под прямым углом.
Также в древности называлась ожиг — деревянная, обгорелая с одного конца палка. Кочергой размешивали угли в печах, разгребали золу, а при необходимости её могли использовать как коптящую лучину для освещения избы.

## Название
Слово кочерга предположительно произошло от искажённого армянского слова хачеркат (խաչերկաթ), что буквально означает "крестжелезо".

## Кочерга в искусстве
Но, как чёрная железная нога побежала, поскакала кочерга ...Корней Чуковский, «Федорино горе», 1926)
Секретарь тотчас стал склонять это слово. Кто, что? — кочерга... Кого, чего? — кочерги... Кому, чему? — кочерге... Но, дойдя до множественного числа, секретарь запнулся и сказал, что множественное число вертится у него в голове, но он сейчас не может его вспомнитьМихаил Зощенко. «Кочерга»